# Eno (Finlandia)
Eno è stato un comune finlandese di 6 764 abitanti, situato nella regione della Carelia settentrionale. Il comune è stato soppresso nel 2009 e accorpato alla città di Joensuu